# Ivo Pešák
Ivo Pešák, češki klarinetist, pevec, slikar in komik, * 7. september 1944, Jaroměř, Protektorat Češke in Moravske, † 9. maj 2011, Praga, Češka.

## Življenje
Že od rane mladosti se je rad ukvarjal z glasbo. V javnost je vstopil leta 1962, ko je v filmu Dva z drugega sveta nastopil v vlogi saksofonista dijaka Kvapila.
Leta 1972 je diplomiral na praškem konservatoriju, nato pa tri leta kot klarinetist igral v Srednječeškem simfoničnem orkestru v Poděbradyh. Kratek čas je kot profesor poučeval na glasbeni in likovni šoli, nato pa se je pridružil jazz skupini Banjo Band svojega dobrega prijatelja Ivana Mládka, kar velja za najpomembnejšo potezo v njegovi karieri. V Banjo Bandu je poleg klarineta igral tudi saksofon in pel. Svetovno znan je postal po svojem nastopu v glasbenem videu za skupinino pesem »Jožin z bažin«, zaradi česar se ga je v nekaterih medijih prijel vzdevek »Jožin«. S skupino je z nekaj premori deloval vse do smrti.
V 1980. letih je ustanovil skupino Rockec, ob prelomu tisočletja pa je skupaj z Václavom Krejčíjem ustvarjal v duetu Dýza Boys. Ob internetni popularizaciji glasbenega videa »Jožin z bažin« leta 2008 je Pešák postal znan tudi na spletu.

### Smrt
Proti koncu življenja se je Pešák soočal s hudimi zdravstvenimi težavami. Pešakov zadnji javni nastop je bil v duetu Dýza Boys marca 2011 v Chicagu. Turnejo je z izjemo bolečin v nogah prestal brez težav. Zatem so mu zaradi napredovale sladkorne bolezni odrezali več prstov na nogah, grozila mu je amputacija noge, diagnosticirali pa so mu tudi resno srčno-žilno bolezen. Leta 2011 je prestal operacijo obvoda, kmalu za tem pa je nekaj časa po izpustu domov 9. maja 2011 umrl v starosti šestinšestdeset let. Pogreb je sledil 16. maja; obred je potekal v cerkvi sv. Jakoba na gradu Zbraslav, zatem pa je bil njegov pepel raztresen po travniku pokopališča v praških Malvazinkih. Pogreba so se udeležili tudi Krejčí ter trije člani Banjo Banda; Pešákov življenjski prijatelj Ivan Mládek, Ladislav Gerendáš in Libuše Roubychová.

## Zasebno življenje
Pešák je bil dvakrat poročen. Iz prvega zakona sta se mu rodila hči Věra, ki živi na Nizozemskem in sin David, ki ima sina Davida. S svojo drugo ženo Milado, s katero je živel 29 let, ni imel otrok. Od nje se je celo ločil, vendar sta se kmalu znova poročila.
Imel je vsaj enega brata, Jiříja.

## Filmografija

### Film
- Dva z drugega sveta (1962)
- Když je v Praze abnormální hic (1976)
- Primer zaljubljenega nečaka (1976)
- Sláva, nazdar výletu (1978)
- Kdo rád zpívá, na palubu (1978)
- Hodinářova svatební cesta korálovým mořem (1979)
- Trhala fialky dynamitem (1992)

### Televizija
- Rock okolo hodin (1984)
- Kufr (1992)
- Čundrcountry show (1994)
- Nikdo není dokonalý (1997)
- Šance (2000)
- Country estráda (2002)
- Cyranův ostrov (2009) – vloga neotesanega sluge Jaroměřa, ime katerega je povzeto po Pešákovem rodnem kraju
- Cyranův poloostrov (2010)
- Noha 22 (2011)

## Diskografija

### Rockec
- Hej, Hej, Rock And Roll, B&M Music, 1996
- Rockec Ivo Pešáka, Areca Multimedia, 2002

### Dýza Boys
- Dej Pusu Dej / Nekecá, Nekecá, 2002[9]
- Co Píseň To HIT!, 2002